# Nordwestböhmischer Gebirgsvereins-Verband
Der Nordwestböhmische Gebirgsvereins-Verband war ein 1882 gegründeter Verband für im böhmischen Teil des Erzgebirges und den daran angrenzenden Gebieten angesiedelte Heimat-, Gebirgs- und Wandervereine. Nach anfänglichen Ortswechseln, war der Vereinssitz seit Ende 1887 in Teplitz.

## Geschichte
Unter Verweis auf die seinerzeit spürbaren Vorteile des Fremdenverkehrs für Alpen und Harz, empfahl Ende der 1870er Jahre der Präsident des „Zentralkomitees zur Förderung der Erwerbstätigkeit der böhm. Erzgebigsbewohner“ in Prag, Richard Ritter von Dotzauer, Touristen in das Erzgebirge zu lenken und trat für die Gründung von Gebirgsvereinen ein.
August Weymann, seinerzeit Bezirksschuldirektor der Bezirke Brüx und Komotau, griff diese Idee auf und gründete mit Hilfe der Stadtverordnetenversammlung Görkau am 16. November 1879 den ersten „Erzgebirgsverein“ in Böhmen, ihm folgten bis Anfang Februar 1881 sechs weitere.
Diesen ersten sieben Vereine gründeten am 26. Februar 1882 in Karlsbad den Gebirgsvereins-Verband. Nachdem die Vereinssatzung behördlich genehmigt wurde, fand am 16. April 1882 in Karlsbad die gründende Versammlung statt. Der Name lautete zu Beginn „Verband der Touristenvereine des Erz- und Mittelgebirges“. Der Vereinssitz war zu Beginn am Gründungsort, ab 1883 in Komotau, wurde mit Beschluss vom 22. November 1885 zunächst nach Brüx-Oberleutensdorf und mit neuerlichem Beschluss vom 6. November 1887 schließlich nach Teplitz verlegt. Bereits zwei Tage zuvor wurde der Verbandsname in „Verband der Gebirgs- und Touristenvereine des Erz- und Mittelgebirges“ und am 7. Juni 1889 neuerlich in „Nordwestböhmischer Gebirgsvereins-Verband“ geändert.
Nach Eingliederung des Sudetenlandes in das Deutsche Reich wurde auch hier sukzessive die Gleichschaltung vollzogen und neue Strukturen durchgesetzt. Der Nordwestböhmische Gebirgsvereins-Verband wurde 1940 mit anderen Gebirgsvereinen des Sudetenlandes im Gau „Sudetenland“ der Gebirgs- und Wandervereine zusammengefasst. Durch diesen war er dem „Reichsverband Deutscher Gebirgs- und Wandervereine“ mit Sitz in Darmstadt angegliedert. Auf Ausschusssitzung des Verbandes am 9. März 1940 wurde die Umbenennung in „Gebirgsvereinsverband Sudetenland West“ angekündigt, die im gleichen Jahr vollzogen wurde.
Ob und wie lange der Verband nach verfügter, vorläufiger Einstellung der von ihr herausgegebenen „Erzgebirgs-Zeitung“ (bekanntgemacht im März-April-Heft 1943) weiterbestand, ist unbekannt.
Mitgliederzahlen der verbandsangehörigen Vereine
| Jahr       | 1888 | 1889 | 1890 | 1891 | 1893 | 1894 | 1895 | 1897 | 1898 | 1899 | 1900 | 1905 | 1907 | 1910 |
| ---------- | ---- | ---- | ---- | ---- | ---- | ---- | ---- | ---- | ---- | ---- | ---- | ---- | ---- | ---- |
| Mitglieder | 1678 | 2151 | 2434 | 2575 | 2733 | 2713 | 2715 | 2545 | 2409 | 2243 | 2118 | 2430 | 2505 | 2788 |
|            |      |      |      |      |      |      |      |      |      |      |      |      |      |      |
| Jahr       | 1913 | 1914 | 1915 | 1916 | 1917 | 1918 | 1919 | 1920 | 1921 | 1922 | 1923 | 1927 | 1928 | 1936 |
| Mitglieder | 3031 | 2977 | 2670 | 2372 | 2223 | 2147 | 2387 | 2989 | 3967 | 4757 | 4986 | 4520 | 5524 | 8693 |

Verbandsvorsitzende:
- 1882–1883: Hans Feller, Hofbuchhändler
- 1883–1885: Alois Schmidt, Prof. an der Lehrerbildungsanstalt Komotau
- 1885–1887: August Weymann, Bezirksschulinspektor
- 1887–1903: Reginald Szermack-Warteck, Industrieller
- 1903–1921: Eduard Wenisch, Bezirksschulinspektor
- 1921–1929: Josef Brechensbauer, Pädagoge und Heimatforscher, geistiger Vater des längs über das Erzgebirge verlaufenden Kammweges
- 1929–1940: Max Rumler, Pädagoge
- ab 1940: Anton Schrott, Rechtsanwalt

## Bedeutung
Der Verband, seine Vorsitzende und Mitglieder machten – auch mittels der „Erzgebirgs-Zeitung“ als Organ – die böhmische Erzgebirgsregion für den Fremdenverkehr bekannter. Nachdem August Weymann bereits 1881 einen „Führer durch das böhmische Erzgebirge, das Mittelgebirge und die angrenzenden Gebiete“ verfasste, beschloss der Verband unter Mithilfe seiner angehörigen Vereine die Herausgabe eines eigenen Reiseführers der 1914 in erster und 1921 in zweiter Auflage erschien.
Bedeutendste Leistung des Verbandes war die Initiative für einen Kammweg über das Erzgebirge, der den Tourismus längs des Weges bedeutend gefördert hat. Der Verbandsvorsitzende und Ideengeber Josef Brechensbauer gab ferner zwei Bücher zum Kammweg heraus.
Weitere bedeutende Leistungen des Verbandes und seiner Verbandsvereine waren u. a. die Errichtung von Berggasthäusern und Aussichtstürmen auf bedeutenden Gipfeln wie Keilberg, Pleßberg, Peindlberg, und Kupferhübel, die Anlage von Wegenetzen samt Schaffung einer einheitlichen Markierung im Verbandsgebiet, die Einrichtung von touristischen Auskunftsstellen, die Einführung von Wunsch- und Beschwerdebüchern sowie die Förderung des Wintersportes. Auch richtete der Verband 1892 einen Fonds zur Unterstützung von Notleidenden im böhmischen Teil des Erzgebirges ein. Nicht zuletzt engagierte er sich für Heimat- und Naturschutz.

## Erzgebirgs-Zeitung

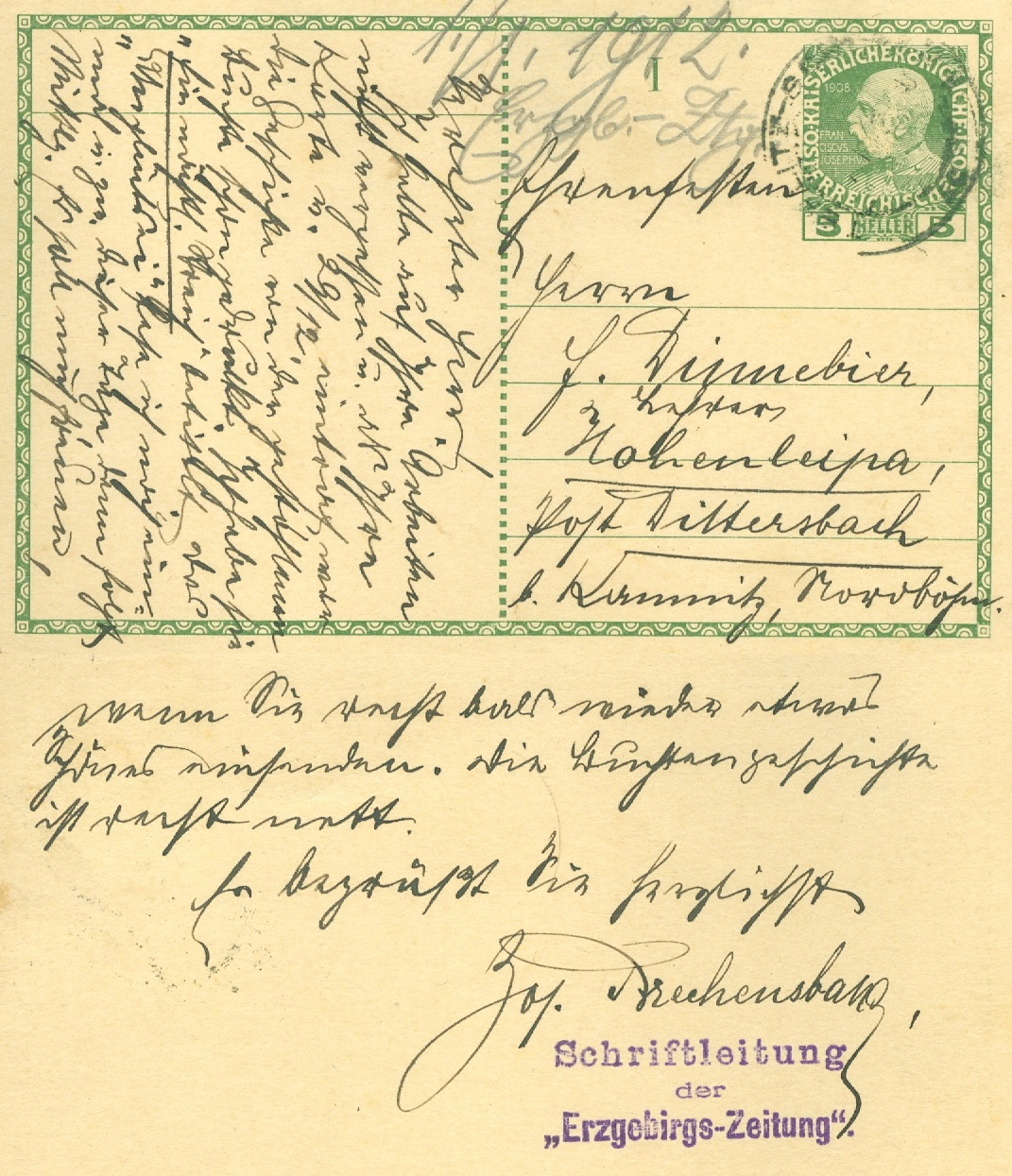
Korrespondenzkarte des Chefredakteures der historischen Redaktion Josef Brechensbauer aus dem Jahr 1912

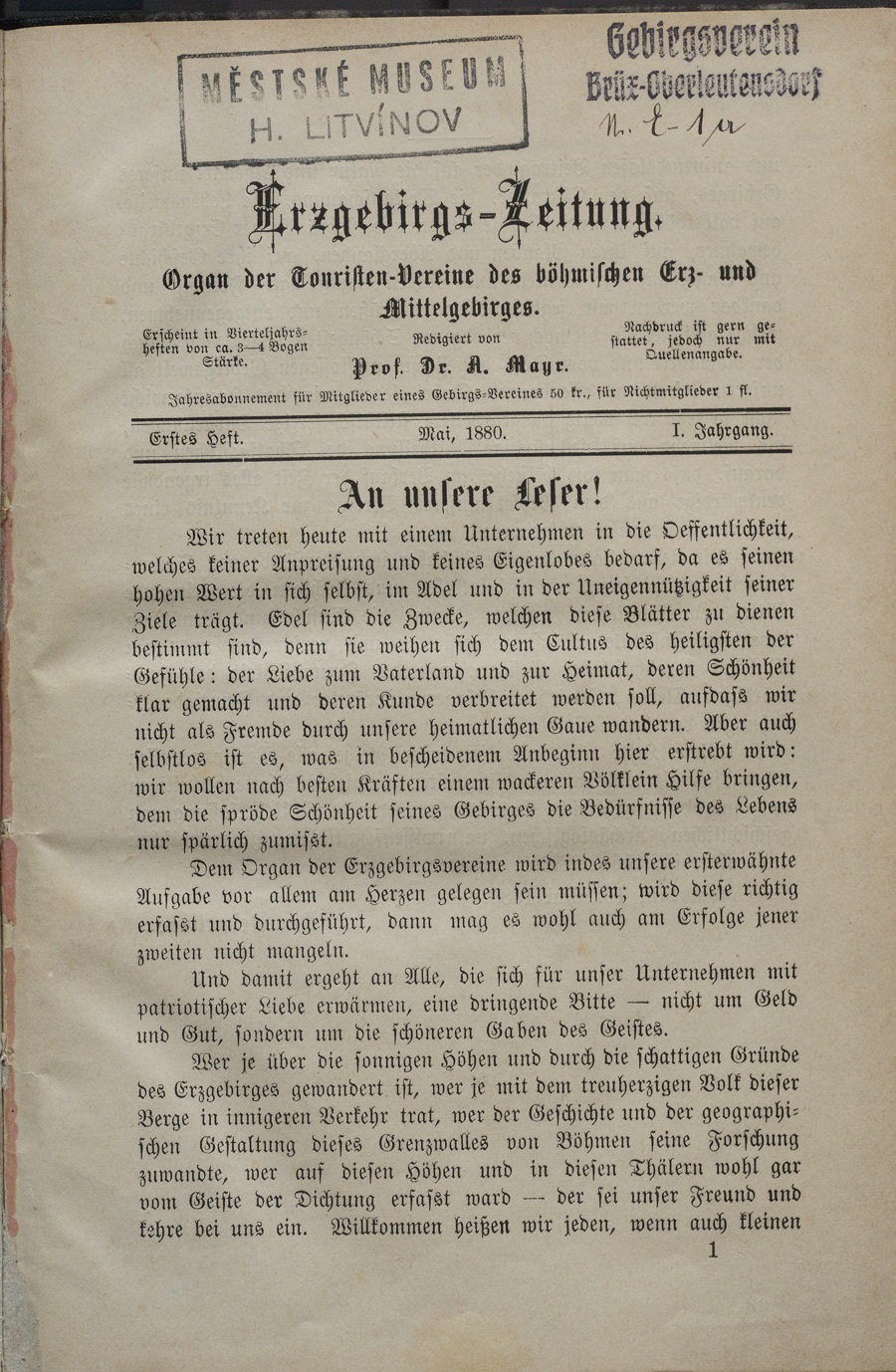
Erzgebirgs-Zeitung – Titelseite der ersten Ausgabe – Mai 1880

In der am 2. März 1880 abgehaltenen, gründenden Versammlung des Erzgebirgsvereins Görkau wurde die Herausgabe einer Vierteljahreszeitschrift unter dem Namen „Erzgebirgs-Zeitung“ beschlossen, die „Organ der Touristenvereine des böhmischen Erz- und Mittelgebirges“ sein sollte. Das erste Heft wurde am 15. Mai 1880 ausgegeben, nach und nach erklärten die einzelnen Erzgebirgsvereine sie zu ihrer Vereinszeitschrift. Zuerst erschien sie im „Verlag des Görkauer Erzgebirgsvereines“, ab 1884 übernahm dies der zuvor gegründete Gebirgsvereins-Verband und gab fortan sechs Hefte jährlich aus. Ab 1887 erfuhr der Inhalt eine deutliche Erweiterung und erschien ab 1888 monatlich.
Ab 1917 konnte die Zeitschrift wegen Papiermangels und Teuerung nur noch sechsmal jährlich erscheinen, ab dem folgenden Jahr musste minderwertiges Papier eingesetzt werden. 1919 war die Herausgabe aufgrund der gestiegenen Kosten in Gefahr. Es gelang den Fortbestand für 1920 zu sichern, allerdings konnte dieser Jahrgang mit nur noch 94 bzw. 96 Seiten erscheinen. Durch Erhöhung des Verbandsbeitrages konnte der Jahrgang 1921 wieder in ursprünglichen Umfang, 204 Seiten, aufgelegt werden, im Jahr darauf wurden sechs Doppelhefte mit insgesamt 256 Seiten herausgegeben. Ab dem Jahr 1925 erschienen die Hefte wieder monatlich, danach mit unregelmäßig wechselndem Rhythmus.
Im Jahr 1936 betrug die Gesamtauflage 49.300 Stück, 1937 40.900 Stück. Ab 1939 erschien sie wiederum zweimonatlich, gekennzeichnet als Doppelheft und verminderter Seitenzahl. Zum 1. Januar 1940 wurde die Herausgabe vom Verband an den Verlag R. Rämisch in Teplitz-Schönau übergeben.
Mit Beitrag im 3. und 4. Heft des Jahrgangs 1943 wurde die vorläufige Einstellung des Blattes bekanntgegeben „um Menschen und Material für andere kriegswichtige Zwecke freizumachen“. Rückblickend betrachtet war es das tatsächlich letzte Heft der Zeitschrift.
Schriftleiter:
- 1880: Ambros Mayr, Gymnasialprofessor in Komotau
- 1881–1883: August Weymann, Bezirksschulinspektor, Obmann des Erzgebirgsvereins Brüx-Oberleutensdorf
- 1884–1895: Eduard Wenisch, Bezirksschulinspektor in Teplitz-Schönau
- 1896–1901: Michael Urban, Stadtarzt in Plan
- 1902–1905: Julius Reinwarth, Schriftsteller in Prag
- 1905–1920: Josef Brechensbauer, Pädagoge und Heimatforscher in Teplitz-Schönau
- 1921–1925: Rudolf Wenisch, Heimatforscher in Kaaden
- 1925–1943: Gustav Müller, Professor an der Handelsakademie in Teplitz-Schönau

## Neue Erzgebirgs-Zeitung

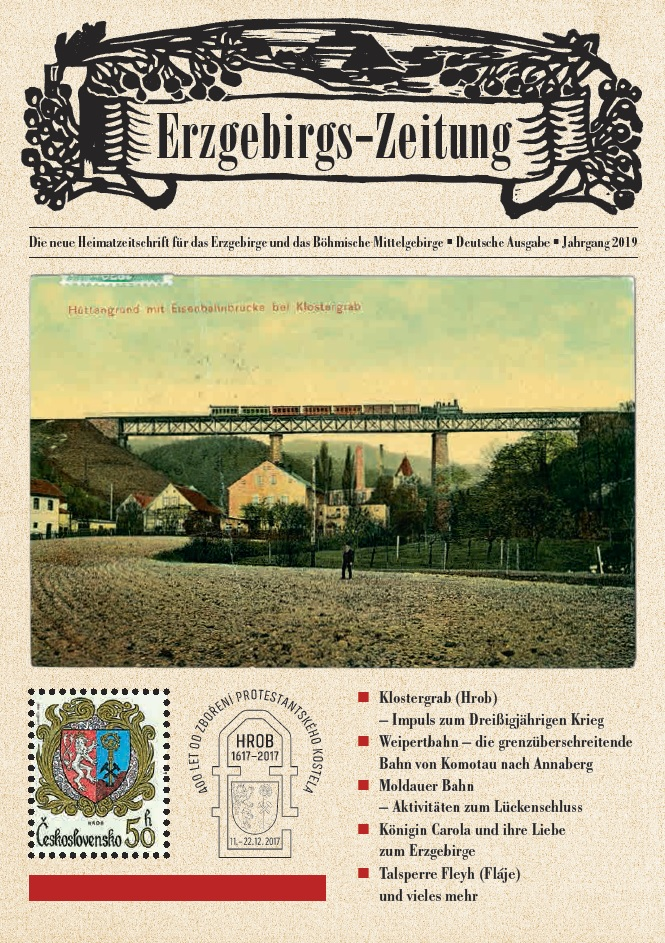
Neue Erzgebirgs-Zeitung – Titelseite 2019

Durch die Zusammenarbeit des Georgendorfer Vereins (seit 15. Mai 2015 Herausgeber der tschechischen „Erzgebirgs-Zeitung“/„Krušnohorské noviny“, ISSN 2533-350X) und des Heimatgeschichtsvereins Rechenberg-Bienenmühle e. V. erschien am 15. November 2017 die erste deutsche Ausgabe der „Erzgebirgs-Zeitung“ nach 1943 (ISSN 2570-7590). Die Redaktion der Erzgebirgs-Zeitung arbeitet seit 2015 im Waldsteinschloss Litvínov.